# Walter Pöltner
Walter Pöltner (ur. 29 lutego 1952 w Wiedniu) – austriacki prawnik, urzędnik państwowy i samorządowiec, od maja do czerwca 2019 minister zdrowia, spraw społecznych, pracy i konsumentów.

## Życiorys
W 1970 uzyskał wykształcenie w zawodzie urzędnika przemysłowego w przedsiębiorstwie Semperit, w którym następnie pracował do 1980. W 1981 zdał egzamin maturalny, a w 1986 ukończył studia prawnicze. Do 1991 pracował w federalnej izbie pracy (Kammer für Arbeiter und Angestellte), od 1989 jako dyrektor wydziału ubezpieczeń społecznych. Później do 1994 był sekretarzem w biurze ministra pracy i spraw społecznych Josefa Hesouna. Pozostał następnie wyższym urzędnikiem w resorcie zajmującym się sprawami społecznymi. W 1996 był dyrektorem biura ministra Franza Humsa. Od 2002 zajmował stanowisko szefa jednej z sekcji w ministerstwie. W 2015 przeszedł na emeryturę, pełnił później funkcję doradcy minister Beate Hartinger-Klein, zajmując się ubezpieczeniami społecznymi. Otrzymał również honorową profesurę na Uniwersytecie w Salzburgu.
Był członkiem Socjaldemokratycznej Partii Austrii. Zasiadał w radzie gminy targowej Schwadorf.
22 maja 2019 został powołany na ministra zdrowia, spraw społecznych, pracy i konsumentów w rządzie Sebastiana Kurza. Zastąpił na tej funkcji Beate Hartinger-Klein, odwołaną w związku z rozpadem koalicji i przekształceniem rządu w gabinet przejściowy do czasu przedterminowych wyborów. Pełnił tę funkcję do 3 czerwca 2019, odchodząc wówczas wraz z całym gabinetem.